# Campionato sudamericano femminile di pallavolo 1983
Il XV campionato sudamericano femminile di pallavolo si è svolto nel 1983 a San Paolo, in Brasile. Al torneo hanno partecipato 6 squadre nazionali sudamericane e la vittoria finale è andata per l'ottava volta al Perù.

## Squadre partecipanti
| - Argentina - Brasile - Colombia | - Perù - Paraguay - Venezuela |

## Classifica finale
| Classifica | Squadre   | Qualificazione               |
| ---------- | --------- | ---------------------------- |
|            | Perù      | Giochi della XXIII Olimpiade |
|            | Brasile   |                              |
|            | Argentina |                              |
| 4          | Venezuela |                              |
| 5          | Colombia  |                              |
| 6          | Paraguay  |                              |